# Nothin' But the Blues (Johnny Winter)
Nothin' but the Blues es un álbum de Johnny Winter, publicado en 1977. Este trabajo cuenta con una dedicatoria por parte de Johnny Winter: «Quisiera dedicar este álbum a toda la gente que disfruta de mi blues y especialmente a Muddy Waters por inspirarme para hacerlo y darle al mundo una vida de gran blues».
En este álbum, a diferencia de los anteriores, Winter se alejó de la mezcla de rock y blues para enfocarse más en el blues específicamente, y además es un trabajo que salvo la canción "Walking thru the park", de Muddy Waters, no contiene versiones de otros artistas, lo cual era moneda corriente en él. Nothin' but the blues tiene también la particularidad de que fue grabado por los mismos músicos que participaron junto a Muddy Waters en su álbum llamado Hard Again, de ese mismo año.

## Lista de canciones
Todas las canciones compuestas por Johnny Winter, a excepción de 'Walking thru the park', de Muddy Waters.
1. "Tired of Tryin'" - 3:40
2. "TV Mama" - 3:11
3. "Sweet Love and Evil Women" - 2:50
4. "Everybody's Blues" - 5:03
5. "Drinkin' Blues" - 3:40
6. "Mad Blues" - 4:17
7. "It Was Rainin'" - 5:53
8. "Bladie Mae" - 3:30
9. "Walkin' thru the Park" - 4:07

## Miembros
- Johnny Winter – voces, guitarras, bajo, batería
- Muddy Waters – voces
- James Cotton – armónica
- Pinetop Perkins – piano
- Bob Margolin – guitarra eléctrica
- Charles Calmese – bajo eléctrico
- Willie Smith – batería